# Gornje Dvorišće
Gornje Dvorišće is een plaats in de gemeente Brckovljani in de Kroatische provincie Zagreb. De plaats telt 335 inwoners (2001).